# Time Enough at Last
Time Enough at Last (BRA: Tempo Suficiente) é o oitavo episódio da primeira temporada da antologia da série de televisão americana The Twilight Zone. Foi transmitido pela primeira vez na CBS no dia 20 de novembro de 1959. Dirigido por Jon Brahm e roteiro pelo criador da série Rod Serling. Baseado na história homônima de Lynne Venable (pseudónimo de Marilyn Venable), que foi publicada anteriormente em 1953 pela revista de ficção científica If.
"Time Enough até Last" é um dos episódios mais famosos de The Twilight Zone ganhando homenagens e paródias até os dias de hoje. A CBS classificou este episódio em 8º lugar em sua lista dos "10 melhores episódios de Twilight Zone". O criador Rod Serling, relatou que este é o seu episódio favorito  da série.

## Enredo
O atendente de banco e ávido leitor Henry Bemis (Burgess Meredith) lê David Copperfield enquanto atende uma cliente que fica extremamente irritada por ele estar tão absorto em sua leitura. O seu chefe (Vaughn Taylor) e mais tarde a sua esposa (Jacqueline deWit) o criticam por ficar lendo "bobagens". Em um tom de "brincadeira" a esposa de Bemis, pede para que ele leia uma poesia para ela, só para o marido descobrir que ela riscou todo o texto do livro e, logo em seguida, ela rasga totalmente o livro na frente dele.
No dia seguinte, em sua pausa para o almoço, Henry adentra no cofre do banco para ler um livro sem ser pertubado. Momentos depois, uma bomba nuclear explode do lado de fora, o deixando inconsciente. Ao acordar, o protagonista emerge do cofre e encontra o banco demolido e todos mortos, saindo do banco ele percebe que a bomba destruiu toda a cidade foi destruída e percebe que, embora uma guerra nuclear tenha devastado a terra, o deixou com vida.
Encontrando-se sozinho no mundo e sem meios de conseguir sair da cidade para procurar sobreviventes, Bemis sucumbe ao desespero e tenta cometer suicídio com um revólver. Porém, ao ver a biblioteca pública em ruínas mas os livros estão todos intactos, ele abandona a idéia de cometer suicídio. Feliz por poder lê sem ninguém incomodá-lo.
Após classifica-los de acordo com o seu gosto, Henry se abaixa para começar a ler. Porém, o seu óculos cai e se estilhaçam. O protagonista entra em desespero e em lágrimas chora por agora nunca conseguirá ler.

## Produção

### Antecedentes
Em 4 de maio de 1958, foi exibida na televisão uma peça em que um grupo de amigos vão explorar uma caverna e enquanto eles estão explorando-a uma guerra nuclear na superfície ocorre devastando todas as cidades. Após saírem da caverna e perceberem o que aconteceu eles se separam em grupos para buscar algum novo sobrevivente e encontram um bebê recém-nascido e decidem cuidar dele, a conclusão da peça se dá com uma ligação de rádio informando que há novos sobreviventes além deles e juntos buscam restaurar o mundo. Rod Serling influenciado por esta trama escreveu "The Revenants", uma sinopse de quatro páginas que tem uma história bastante parecida porém adentra mais profundamente no drama dos personagens.
Lynn Venable escreveu um conto chamado "Time Enough Now", a qual foi publicado pela primeira vez na revista If em 1953. Depois de lê-lo, Serling instruiu a Alden Schwimmer, da agência Ashley-Steiner, para comprar os direitos cinematográficos da obra. Em 5 de fevereiro de 1959, Schwimmer informou a Serling que a história havia sido vendida à Quinn Publishing Company de Kingston de Nova York, por um agente chamado Forrest Ackerman. Por insistência de Serling, um contrato foi elaborado em meados de março e enviado para ele, sob a tutela de Forest Ackerman. Os direitos de filmagem da obra foram adquiridos por 500 dólares. Praticamente não há diálogo na história, mas Serling reescreveu o roteiro expandindo a história desenvolvendo os personagens mais profundamente.

### Filmagens
Para a produção do episódio gastaram ao todo 57.044,16 dólares. Para conseguir o efeito da sequência em que a bomba explode e tudo ao redor do personagem Henry Bemis treme, o diretor sacudiu todo o equipamento de filmagem durante a cena.
Os degraus da biblioteca tinham 30 metros de largura e 15 metros de altura. Esta estrutura foi originalmente construída no lote 3 da MGM como parte de um grande cenário para o filme Kismet (1944). Depois que a fachada original do palácio foi destruída, os degraus de concreto permaneceram e foram usados em vários filmes e séries de TV, incluindo um outro episódio de The Twilight Zone, ("A Nice Place to Visit") e o filme The Time Machine (1960).

## Análise e Temas
Um dos principais temas do episódio é o anti-intelectualismo por meio das cenas retratando o desprezo aos livros pela personagem Helen Bemis, ao mesmo tempo que o final "pune" o protagonista "por seu comportamento antissocial, e [então] seu maior desejo é fracassado". A trama também relata o medo constante de uma guerra nuclear causado pela guerra fria que as pessoas civis tinham na época.
Os autores Noel Carroll e Lester Hunt, em seu livro Philosophy in The Twilight Zone citam que além da temática do episódio o que o faz ter resistido ao tempo é a sua conclusão final que "surpreende tanto o público quanto quem assiste". E o motivo por trás disto é o fato de ser um "final cruel"; vemos "Henry Bemis ser humilhado por gostar de literatura e quando achamos que será feliz os seus óculos caiem e se quebram". Os autores terminam concluindo que a conclusão da trama faz o público refletir mais do que vários outros da série.

## Recepção
De acordo com Don Presnell e Marty McGee em A Critical History of Television's The Twilight Zone 1959-1964, o episódio "Time Enough at Last" foi um grande sucesso já em sua primeira transmissão se tornando "um clássico instantâneo".  Stephen Rubin, em seu livro The Twilight Zone Encyclopedia, nomeia Henry Bemis como seu personagem excêntrico favorito de toda a série.
Zack Handlen em sua crítica ao A.V Club deu nota "A" ao episódio classificando como: "foi e é um dos episódios mais sombrios da televisão".

### Legado
"Time Enough at Last" é geralmente classificado como um dos melhores episódios de toda a série The Twilight Zone, e também da televisão em geral. Ao classificar os 30 melhores episódios da série, o Entertainment Weekly colocou em primeiro lugar considerando sua abrangência de temas e seu final como motivos principais. "Time Enough at Last" também aparece na lista da Rolling Stone, Tv Insider, Slashfilm e Paste magazine. Em um artigo conjunto da TV Land com TV Guide o episódio foi incluído em um compilado dos "100 momentos mais memoráveis da televisão". "Time Enough at Last" é o quinto episódio mais bem avaliado de The Twilight Zone no IMDb.
Ao passar do tempo, "Time Enough at Last" adentrou na cultura popular. A atração Tower of Terror presente no Disney's Hollywood Studios e anteriormente Disney California Adventure Park exibe uma réplica do óculos quebrado de Henry Bemis no saguão. No episódio "The Scary Door" de Futurama um homem chamado Bemis está presente em uma livraria. O videogame Fallout Tactics (2001) inclui um bibliotecário em um mundo devastado que o jogador tem a função de encontrar seus óculos perdidos para que ele possa ler seus livros. Time Enough at Last foi utilizada como título de uma música da banda de pós-punk The Fall incluída em seu álbum Code: Selfish (1992)
A última frase do Henry Bemis ("Not fair. It's not fair") foi referenciada por Modern Family, Family Guy, O Incrível Mundo de Gumball e The Adventures of Jimmy Neutron: Boy Genius.

#### Prêmios e indicações
Por dirigir este episódio, John Brahm foi indicado para "Outstanding Achievement in Television Directing" para o prêmio Sindicato dos Diretores da América em 1960, mas perdeu para Phil Karlson. O episódio estabeleceu o programa como uma obra de ficção científica séria, ganhando então o prêmio Hugo de 1960.

## Ligações Externas
- "Time Enough at Last" - Texto original da Lynn Venable (Marilyn Venable) no Projeto Gutenberg
- "Time Enough at Last" no IMDb